# Brad Gushue
Brad Raymond Gushue (St. John's, 16 juni 1980) is een Canadees curler uit Mount Pearl, Newfoundland en Labrador.

## Carrière
Gushue is zesvoudig jeugdkampioen curling van de provincie Newfoundland en Labrador (1995, 1996, 1998, 1999, 2000, 2001 en 2002), waarvan de laatste vijfmaal als skip. Daarenboven haalde hij een bronzen medaille op het Canadees jeugdkampioenschap van 1999 en een zilveren medaille op dat van 2000. In 2001 behaalde hij de gouden medaille op het provinciaal, Canadees en wereldjeugdkampioenschap curling.
Hij nam in 2003 voor het eerst deel aan de Tim Hortons Brier, steeds als team de provincie Newfoundland en Labrador vertegenwoordigend. Anno 2021 zit hij aan 18 Brierdeelnames. In 2006 nam hij tezamen met zijn teamgenoten Russ Howard, Mark Nichols, Jamie Korab en Mike Adam deel aan het curlingtoernooi op de Olympische Winterspelen in Turijn. Ze wonnen de gouden medaille na een 10–4-overwinning tegen Finland. Door deze gouden medaille werd hij opgenomen als lid van de Orde van Newfoundland en Labrador.
In maart 2017 won Newfoundland en Labrador zijn eerste Brier in 41 jaar tijd onder leiding van Gushue, en dit in zijn thuisstad St. John's.
Op het wereldkampioenschap curling 2017 haalde het Canadese team onder zijn leiding eveneens de gouden medaille. Daarnaast was hij ook vier keer verliezend finalist, namelijk in 2018, 2022, 2023 en 2024.
In 2018 en 2020 haalde hij goud op de Tim Hortons Brier. Twee jaar later won hij de bronzen medaille op de Olympische Winterspelen 2022.
1924: Welsh, W. Jackson, L. Jackson, Murray ·
1998: Perren, Müller, Lörtscher, Hürlimann ·
2002: Trulsen, Nergård, Ramsfjell, Davanger, Vågberg ·
2006: Gushue, Nichols, Howard, Korab, Adam ·
2010: Enright, Hebert, Kennedy, Martin, Morris ·
2014: Flaxey, Fry, Jacobs, E.J.Harnden, R.Harnden ·
2018: George, Hamilton, Landsteiner, Polo, Shuster ·
2022: Edin, Eriksson, Wranå, Sundgren, Magnusson